# Get Over You
Get Over You – singiel brytyjskiej piosenkarki Sophie Ellis-Bextor wydany w 2002 i promujący wznowienie debiutanckiego albumu artystki pt. Read My Lips. Utwór napisali: Sophie Ellis-Bextor, Rob Davies, Henrik Korpi, Mathias Johansson i Nina Woodford.
Tekst piosenki opowiada o kobiecie, która kończy toksyczną relację ze swoim apodyktycznym partnerem, a dzięki rozstaniu staje się niezależna i wystarczająco zdeterminowana, by iść naprzód. Kobieta podkreśla poczucie wyzwolenia po odejściu od mężczyzny, u którego dostrzegła stosowanie sztuczek manipulacyjnych.
Do piosenki został zrealizowany teledysk, który wyreżyserowali Max Giwa i Dania Pasquini. Ellis-Bextor wystąpiła w wideoklipie w roli manekina z witryny w sklepie z odzieżą ślubną, który nagle ożywa i wydostaje się na wolność. Bohaterka zrywa z siebie suknię ślubną, pod którą ma różową sukienkę, po czym ożywia inne żeńskie manekiny i zachęca je do wyjścia z witryn sklepowych. W wideoklipie gościnnie wystąpił Jonas Myrin w roli pracownika salonu sukien ślubnych.

## Lista ścieżek
- Singel CD 1[5]

1. „Get Over You” – 3:19
2. „Move This Mountain” – 3:47
3. „Live It Up” (Acoustic Version) – 4:07

„Get Over You” (teledysk)
- Singel CD 2[6]

1. „Get Over You” – 3:18
2. „Get Over You” (Max Reich Vocal Mix) – 7:50

„Move This Mountain” (teledysk)

## Notowania
| Kraj                               | Najwyższa pozycja |
| ---------------------------------- | ----------------- |
| Australia (ARIA Charts)            | 4                 |
| Austria (Ö3 Austria Top 40)        | 35                |
| Belgia (Ultratop Walonia)          | 36                |
| Dania                              | 5                 |
| Finlandia                          | 16                |
| Francja (SNEP)                     | 23                |
| Hiszpania                          | 8                 |
| Holandia (MegaCharts)              | 13                |
| Irlandia (IRMA)                    | 11                |
| Niemcy                             | 28                |
| Norwegia (VG-lista)                | 15                |
| Nowa Zelandia (RIANZ)              | 3                 |
| Szwajcaria                         | 15                |
| Szwecja (Sverigetopplistan)        | 27                |
| Wielka Brytania (UK Singles Chart) | 3                 |
| Włochy                             | 21                |